# باشگاه فوتبال اولدهام بورو
باشگاه فوتبال اولدهام بورو (به انگلیسی: Oldham Boro Football Club) یک باشگاه فوتبال در شهر اولدهام، کشور انگلستان است که در سال ۱۹۶۴ میلادی تأسیس شده‌است.